# Danaïs
Danaïs est une nymphe. Elle est mariée à Pélops fils de Tantale fils de Zeus et de la titanide Ploutô. Elle a un fils, Chrysippe, qui sera tué par la deuxième femme de Pélops, Hippodamie fille d'Œnomaos.